# Agay
Agay è una frazione del comune francese di Saint-Raphaël del dipartimento del Varo in Costa Azzurra.
Si tratta di una piccola località balneare situata al fondo di una rada, incastonata ai piedi del Rastel d'Agay (287 m), rilievo dalla caratteristica roccia rossa facente parte del massiccio dell'Esterel, tra Saint-Raphaël (a soli 9 km verso ovest) e Cannes (a 35 km verso est).

## Storia
Le origini di Agay risalgono alla preistoria. La sua rada ne fa la presunta capitale degli Ossibiani, la tribù celto-ligure che allora abitava nel massiccio dell'Esterel, chiamato Ægytna.
Anche i Greci di Massalia frequentano questa rada che chiamano Agathon (“buono” in greco antico), per via sia della possibilità di sfruttarla come luogo d’ormeggio riparato per le loro imbarcazioni che della possibilità di intrattenere scambi commerciali con gli Ossibiani. Anche i Romani, dopo aver vinto una coalizione di tribù liguri nel 57 a.C., le quali si ritirano verso l’interno abbandonando il litorale, comprendono le potenzialità strategiche del luogo e vi fondano uno stabilimento portuale allora noto come Portus Agathonis, legato all'antica via romana che da Roma andava a Narbona. A prova di questo vi è il ritrovamento sul fondale della rada di alcune anfore provenienti senz’ombra di dubbio da un naufragio.
Verso l’anno 400, Sant’Onorato si sarebbe installato nelle grotte di Sainte-Baume prima di fondare l’abbazia di Lerino. Nel X secolo il conte di Provenza Guglielmo il Liberatore concede in dono Agay al vescovo di Frejus Riculfo. Solamente nel 1235 Agay ritornerà nelle mani di Raimondo Berengario IV. In quest’epoca, tuttavia, Agay non è più abitata per via delle frequenti incursioni marittime dei Saraceni.
Successivamente sarà Richelieu che, in linea con il programma di densificazione delle fortificazioni marittime, ridarà vita ad Agay, che proprio in quest’occasione assume il suo nome attuale. Furono quindi costruite due torri, una alla Baumette (al posto del faro attuale) e l’altra al Dramont. Venne inoltre istituita una signoria locale e costruito un castello. Questo sarà in seguito rimaneggiato ed infine saccheggiato durante la Rivoluzione. Le guarnigioni verranno poi rimosse e la località accorpata a Saint-Raphaël.
Il XIX secolo è segnato dall’istituzione di una stazione di dogana, dalla costruzione del faro e soprattutto dall’arrivo della ferrovia e dalla creazione della stazione ferroviaria (1864) che ancora oggi serve il paese. Agay è ancora disabitata (il fiume serpeggiante è soggetto a malaria), ma è sorto un villaggio a Dramont, dove i minatori, prevalentemente italiani, estraggono la rarissima roccia locale, l'estérellite. 
A cavallo tra il XIX e il XX secolo, l'intensità dei colori primari che dominano il paesaggio (rosso, verde, blu) attira i pittori, in particolare un gruppo di post-impressionisti che, a partire dal 1905, formeranno il movimento fauvista.

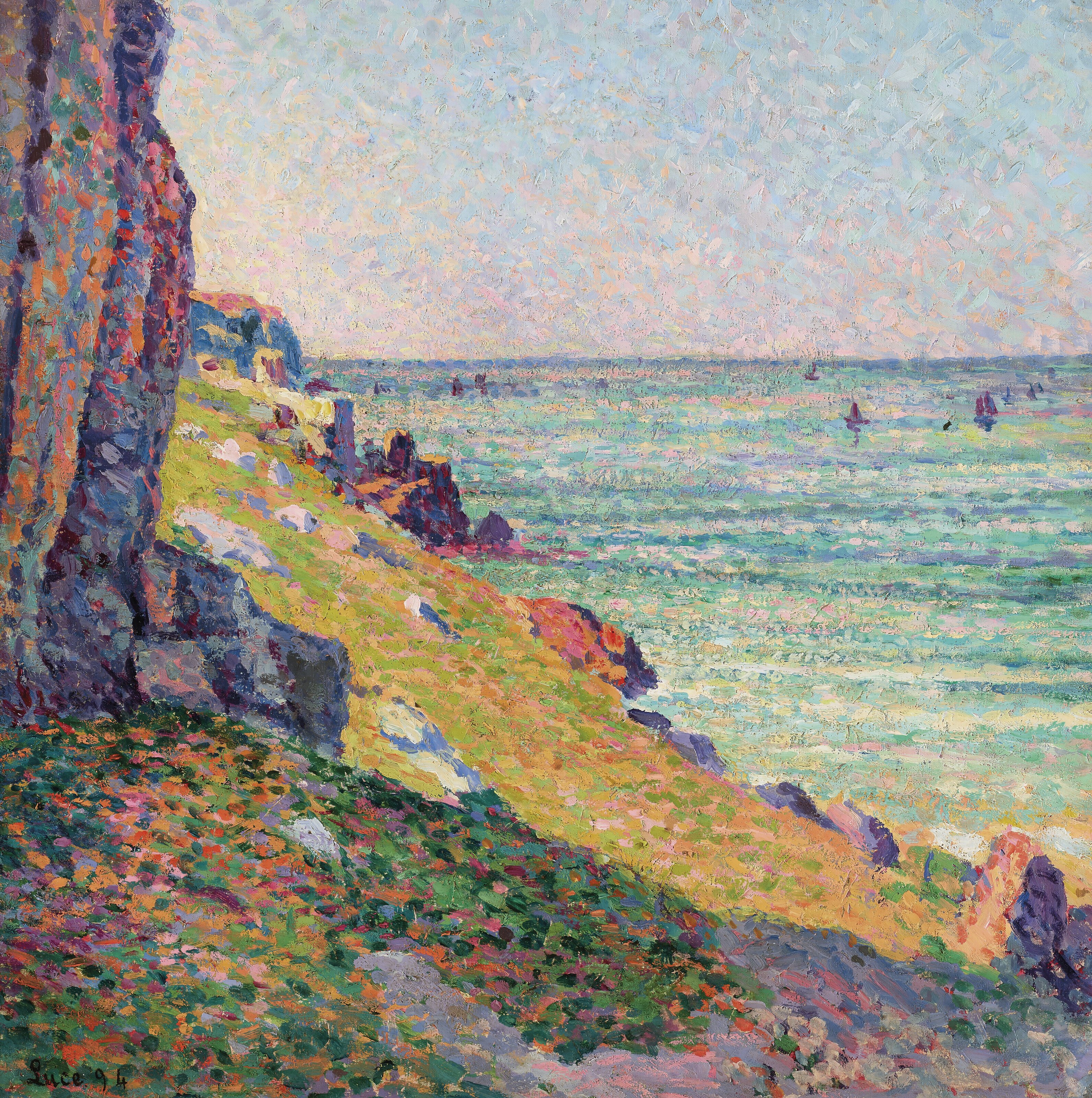
Les rochers à Agay, Maximilien Luce (1894).
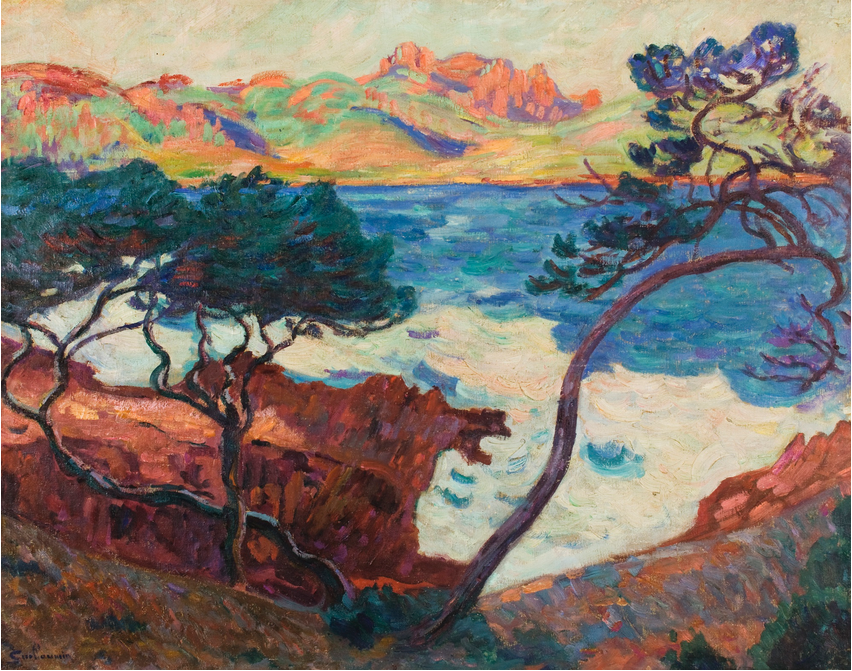
Agay, Armand Guillaumin (1899).
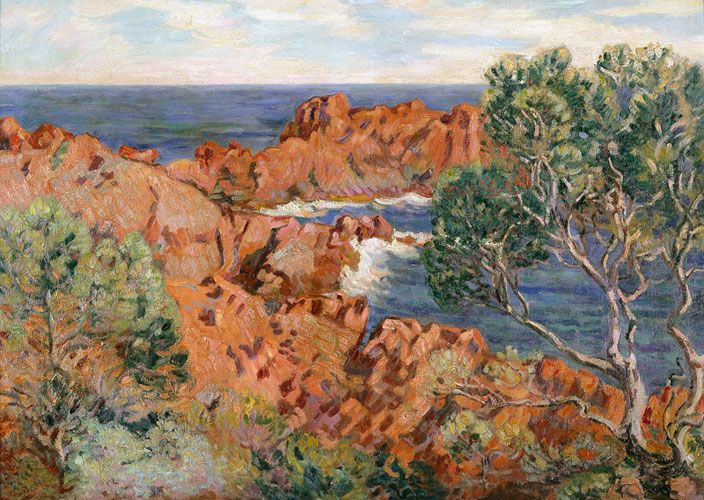
Agay Esterel, Armand Guillaumin (1901).
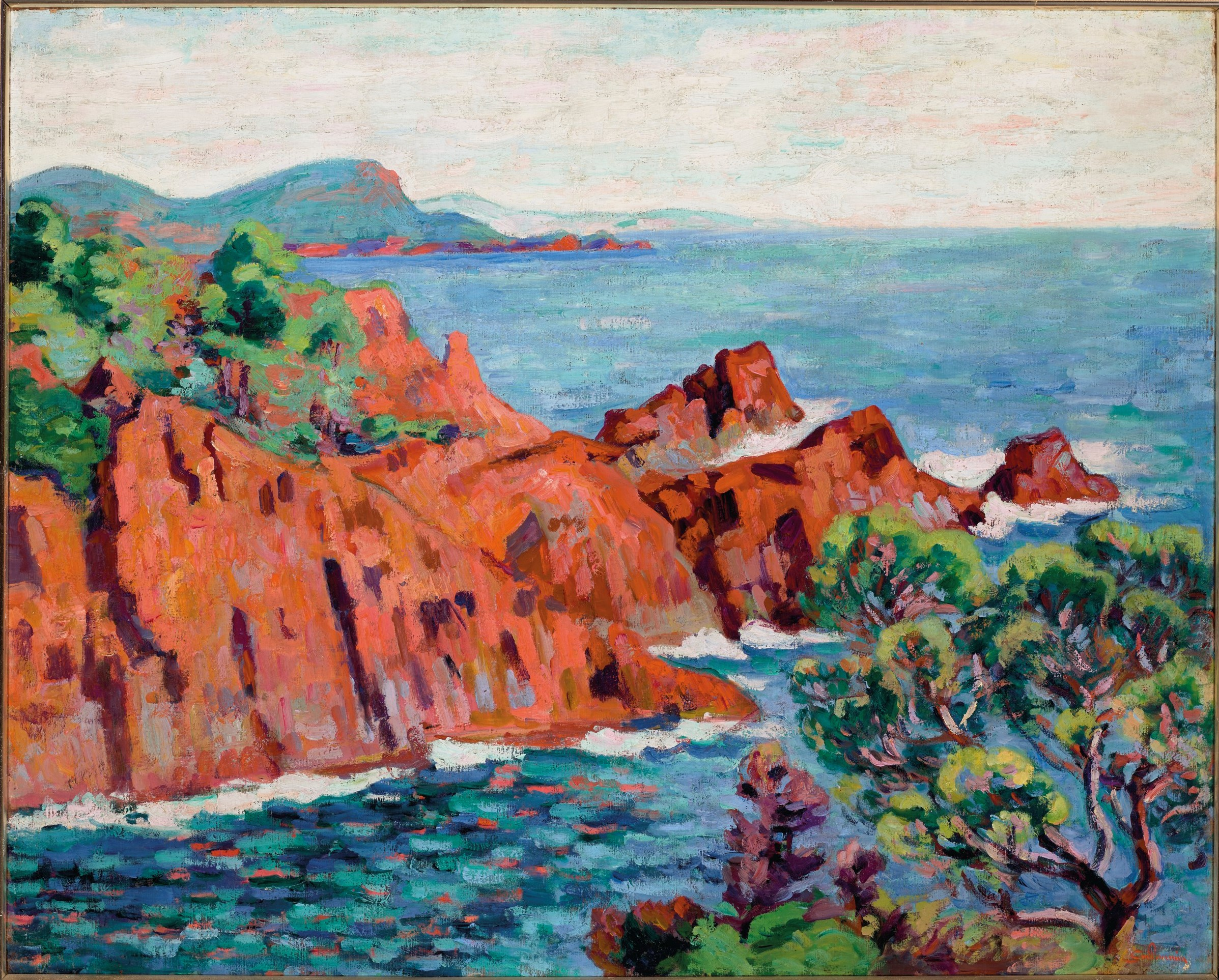
Les roches rouges à Agay, Armand Guillaumin (1912).
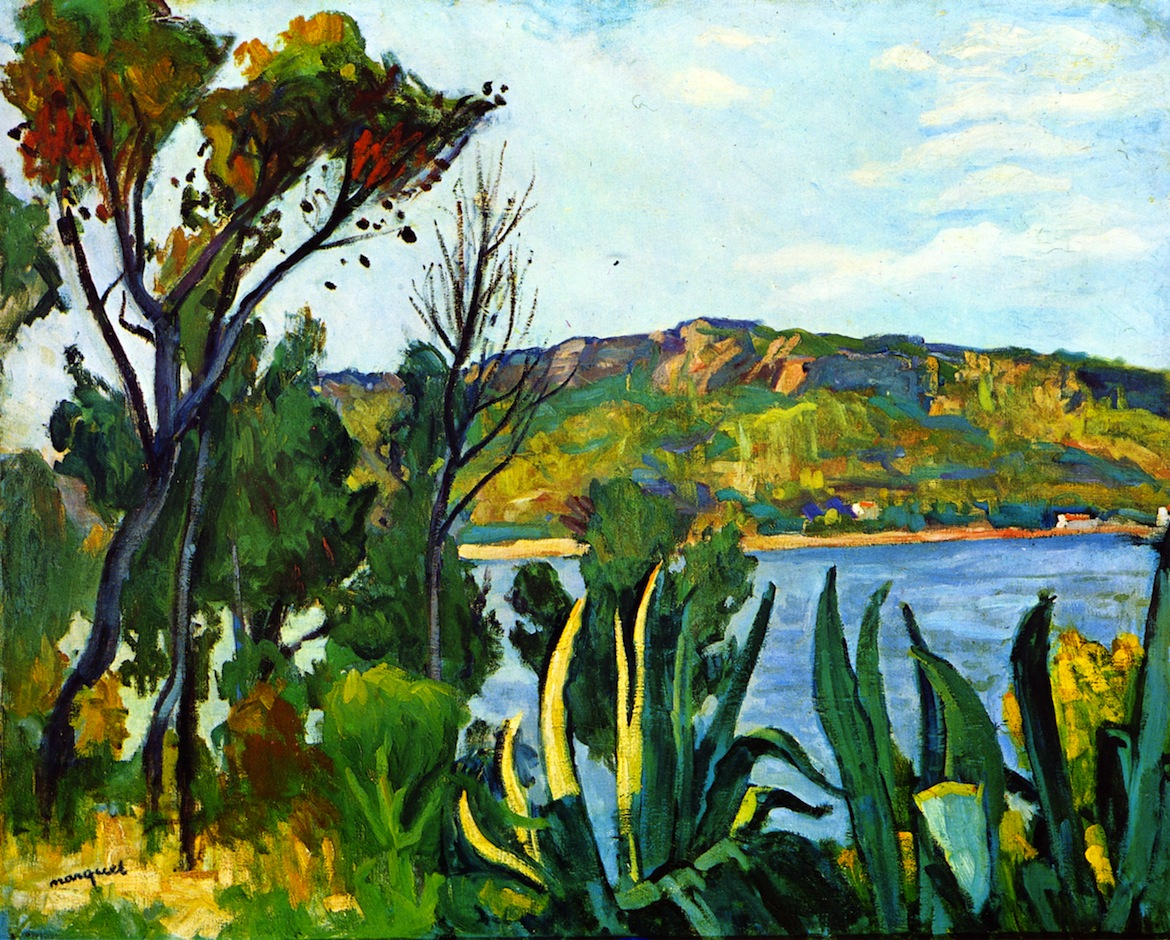
Paysage, baie méditerranéenne, vue d'Agay, Marquet (ca 1905).
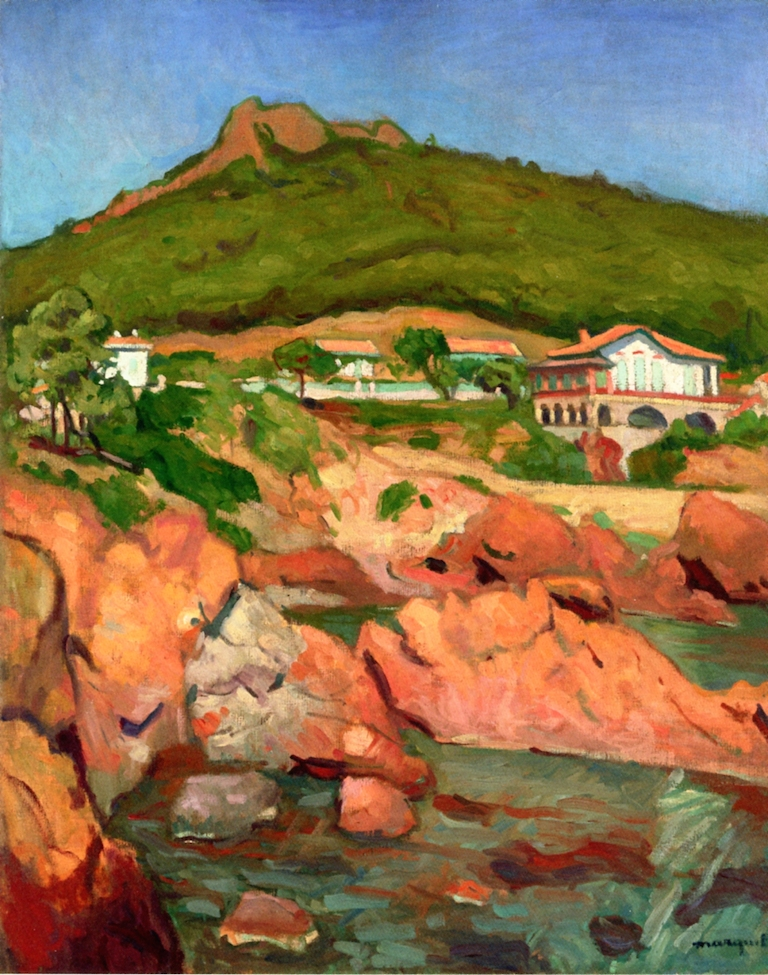
Vue d'Agay, les roches rouges, Marquet (1905).
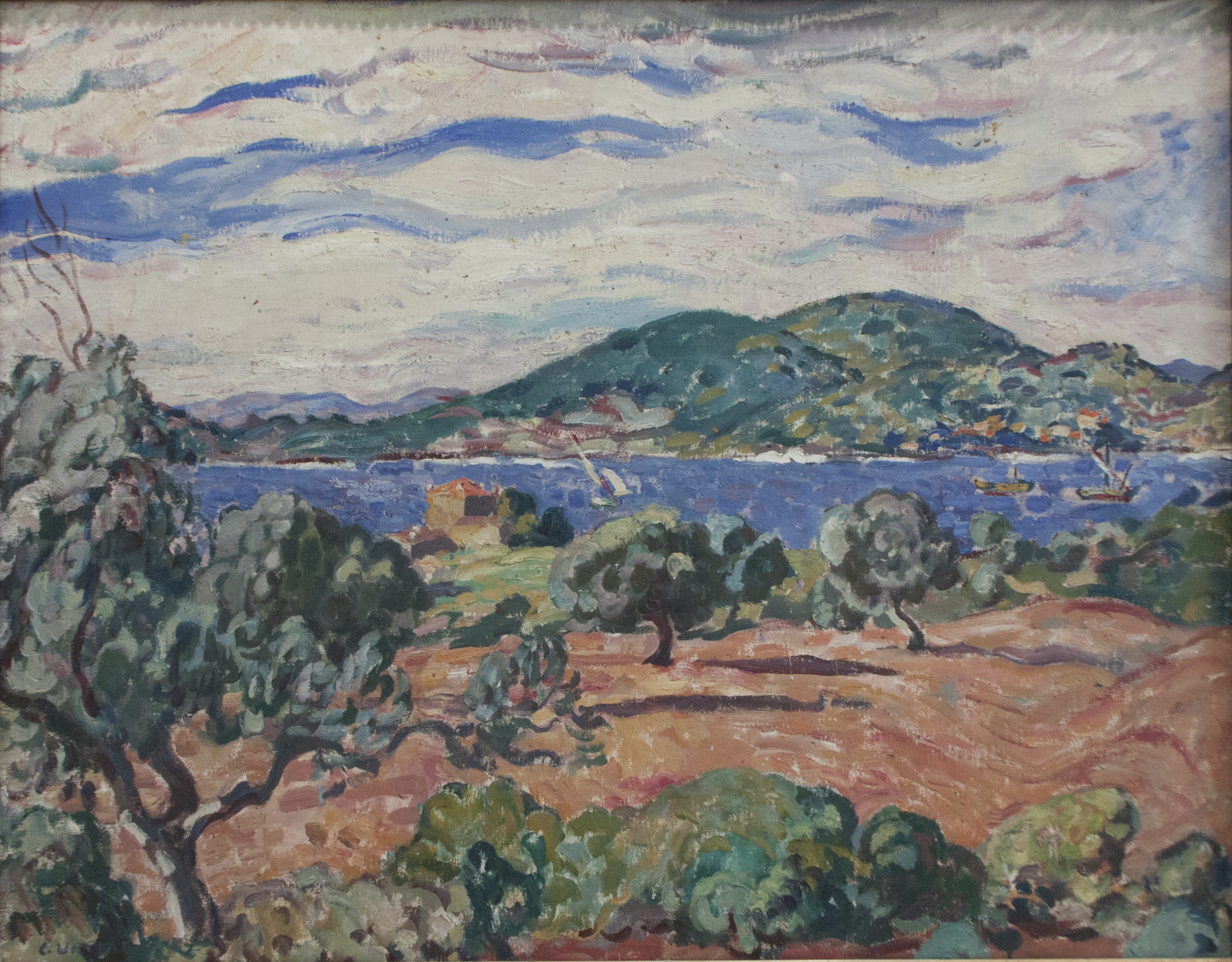
Baie d'Anthéor (Agay vista d'Anthéor), Louis Valtat (ca 1907)

La seconda guerra mondiale ha lasciato un segno indelebile nella storia di Agay. I tedeschi distrussero infatti il castello e diedero alle fiamme l'intera Estérel per disboscare la macchia che la ricopriva. Successivamente, prima dello sbarco alleato in Provenza, i bombardamenti miranti alla distruzione del viadotto di Anthéor radono al suolo la maggior parte degli edifici e la cappella di Agay.
A partire dagli anni Sessanta, Agay ha seguito la tendenza generale della Costa Azzurra, passando da località invernale per l'aristocrazia a località balneare estiva per la classe media. Qui è stato costruito un gran numero di case per le vacanze, anche se Agay, sito classificato in cui l'edilizia è strettamente regolamentata, è stato risparmiato dai grandi sviluppi di cemento che hanno deturpato gran parte della costa. Questo ha permesso alla baia di mantenere un certo controllo sulla popolazione estiva e quindi sulla qualità della vita.

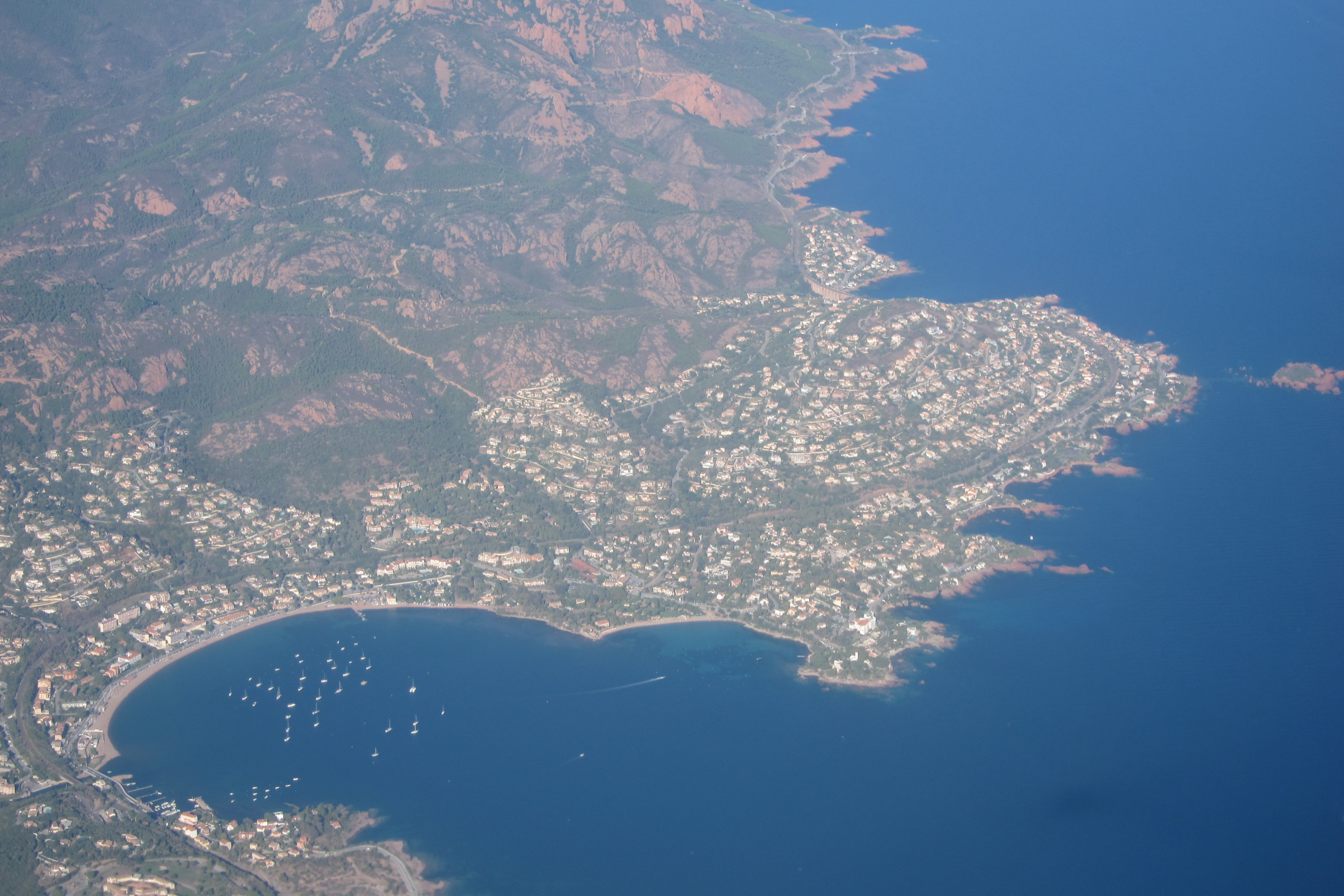
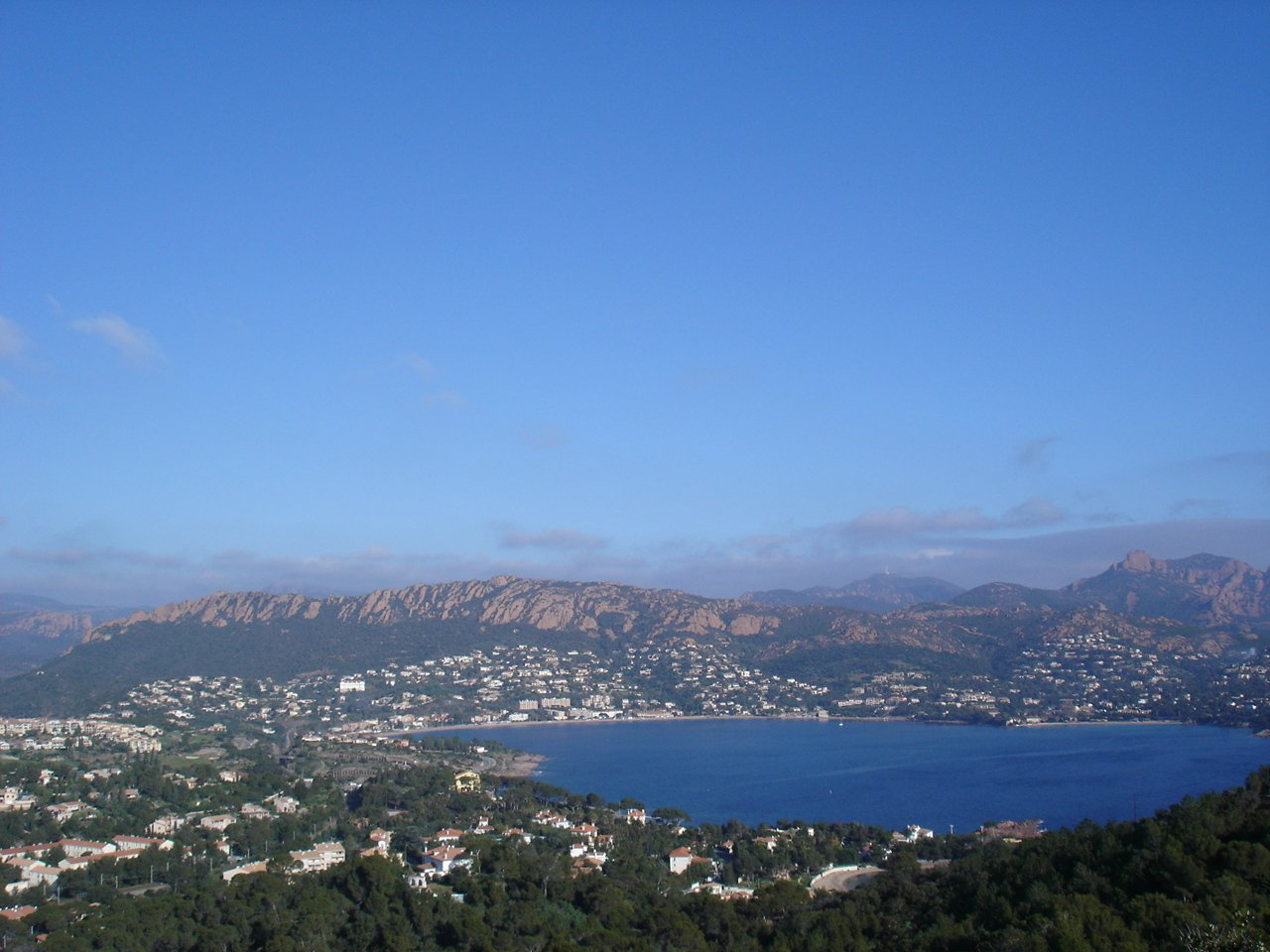
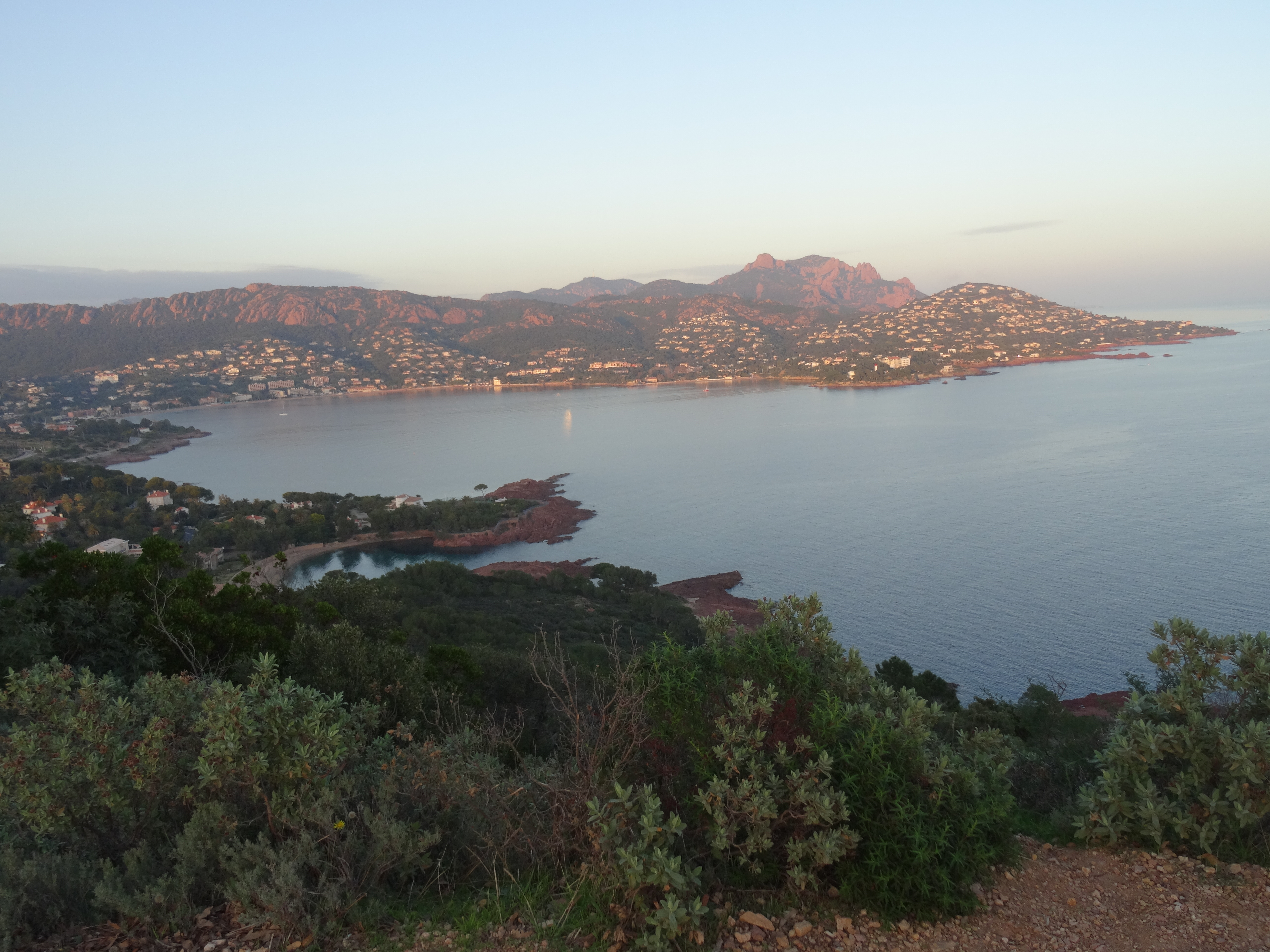
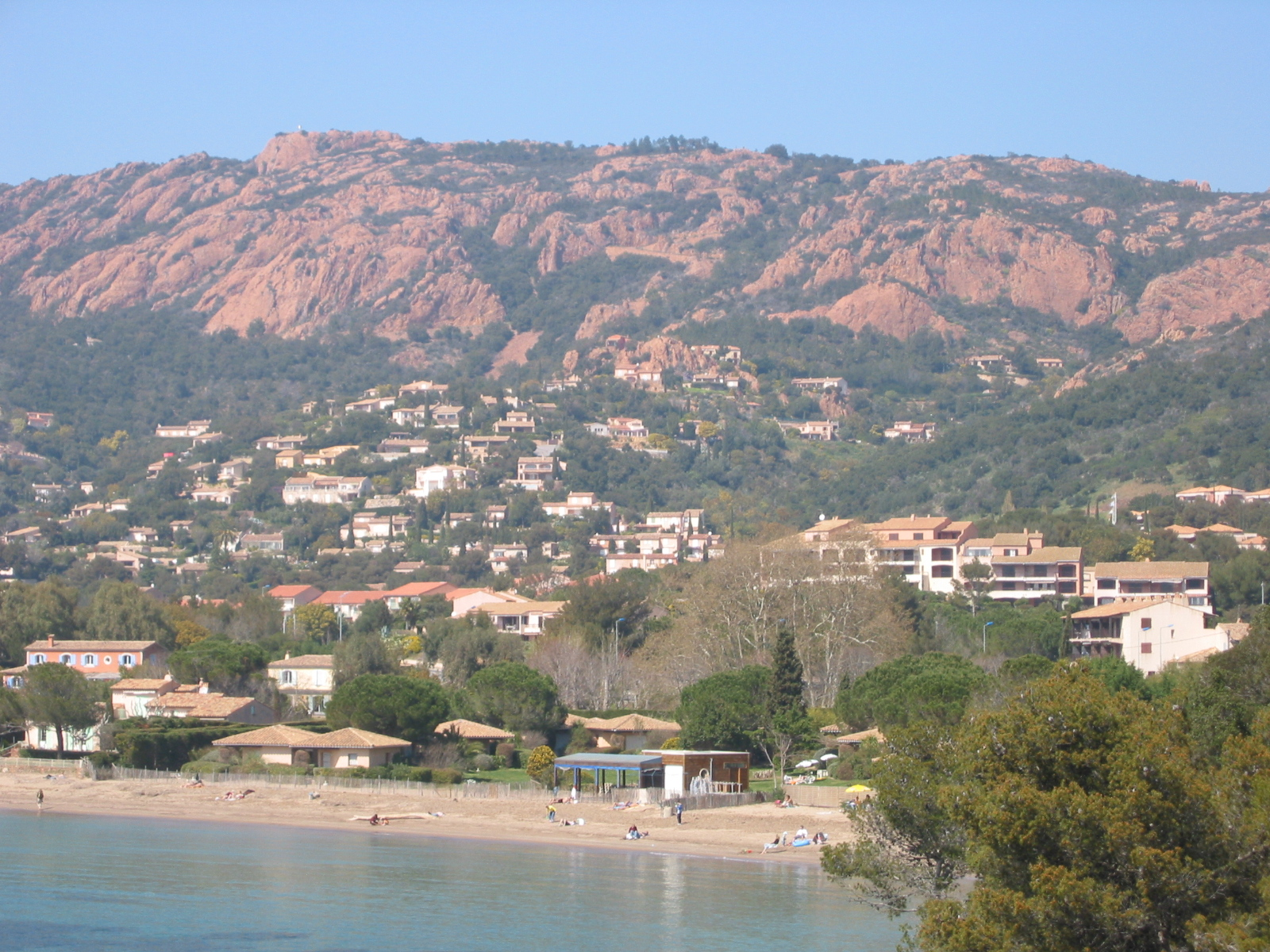
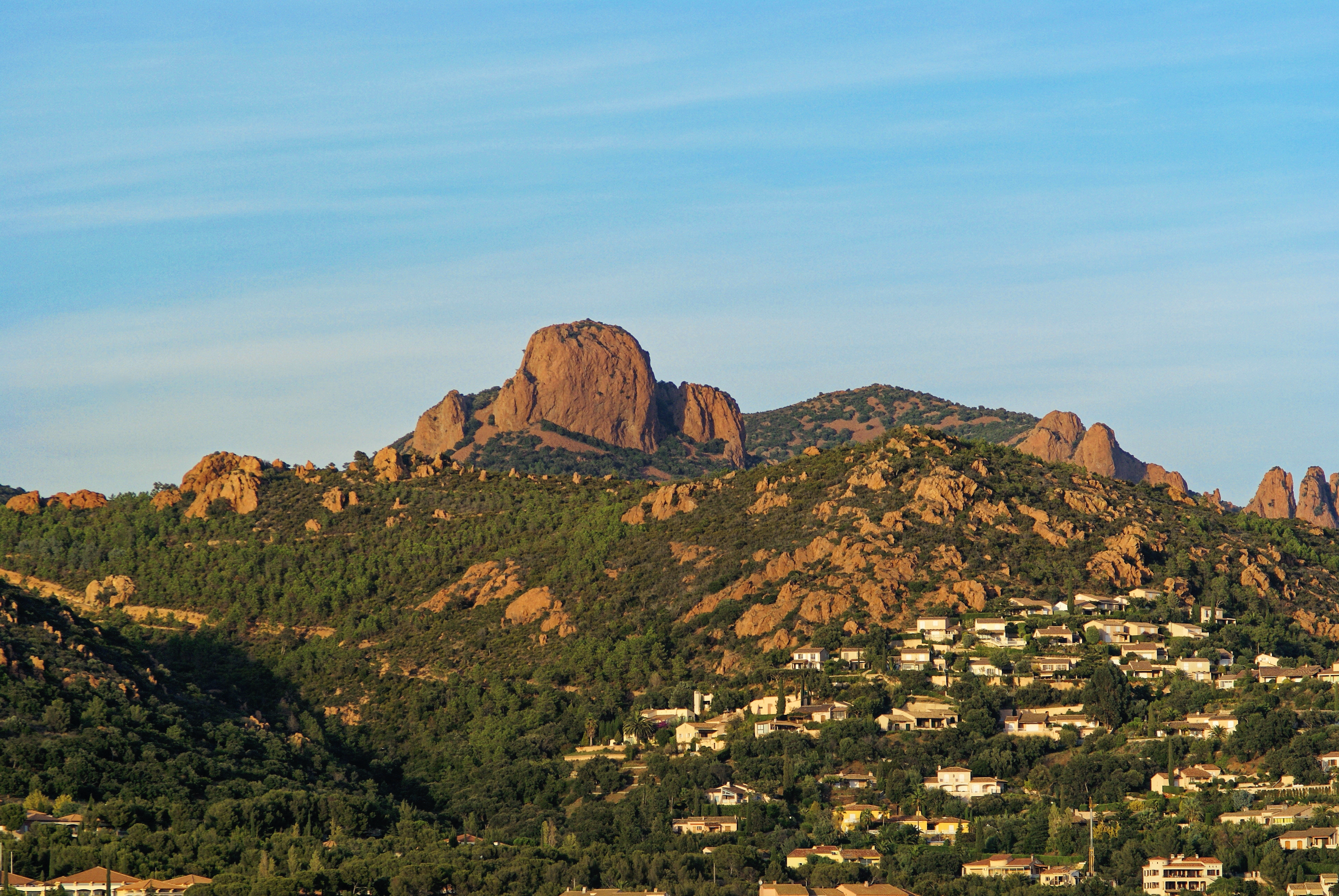
Saint-Pilon (442m)